# Jean-Bernard (1857-1936)
Pour les articles homonymes, voir Jean-Bernard et Passerieu.
Jean-Bernard, pseudonyme de Jean Marie Bernard Passerieu, né le 15 décembre 1857 à Toulouse et mort le 5 mars 1936 à Paris, est un avocat, écrivain, journaliste et historien français. Avec sa femme, la journaliste Marie-Louise Néron, ils formaient un couple de gens de lettres influents et témoins de leur temps.

## Biographie
Jean Marie Bernard Passerieu est le fils de Jean Adolphe Passerieu et Catherine Crik, charcutiers domiciliés à Toulouse, 70, rue du Taur. Il effectue des études de droit à Toulouse. Il commence alors d'écrire pour le théâtre plusieurs œuvres, notamment représentées à Toulouse sur le théâtre du Cirque. Ses précoces ambitions littéraires et professionnelles le conduisent tôt à Paris où il s'inscrit au barreau de Paris en 1880.
Ses essais littéraires remontent à ses 17 ans sous l'égide de deux maîtres qui furent pour lui « bons, encourageants et paternels : Victor Hugo et Léon Cladel ». Avec l'assentiment de Victor Hugo, il fonde même un journal dont le titre est pour lui un drapeau : Le Victor Hugo, comme il l'explique dans l'avant-propos de son recueil de nouvelles dédié à son maître et ami Léon Cladel mais aussi, de sa propre main en 1889, À la mienne aimée (Marie-Louise Néron). À l'âge de 18 ans, il est déjà journaliste et fonde sa première revue littéraire, L'Union Littéraire. Ses débuts comme avocat révèlent un idéal de justice tout voltairien qui se distingue avec éclat dans plusieurs procès politiques par sa rigueur juridique et son discernement éthique face aux sophismes de justification idéologique ou religieuse. Son courage politique et sa rhétorique directe l'exposent à plusieurs poursuites. Il partage avec son cousin Jean-Jacques Marie Passerieu — comme lui jeune avocat et homme de lettres, connu sous le pseudonyme de Louis Ariste — un style politique sans sourdine dont l'hyperbole et l'humour cinglant lui font connaître plusieurs ennuis judiciaires, même s'il fut éventuellement défendu par Ozy, son professeur de droit. Parmi ses traits pamphlétaires de jeunesse ce commentaire au sujet du Maréchal de MacMahon : « Le portrait du Maréchal (dont la monture a l'œil bien intelligent, ma foi) orne la brochure qui forme enveloppe à votre prose. Comme moi, les électeurs de la première circonscription de Beaune laisseront portrait et brochure de côté et pèseront les termes seuls par lesquels vous vous recommandez à nos suffrages. »
Parmi ses proches collègues lors de ses débuts comme avocat au Palais se trouvent deux de ses plus proches amis, le futur président Raymond Poincaré et Alexandre Millerand, avec qui il mènera plusieurs combats. Jean-Bernard bénéficie particulièrement de l'influence de Louis Blanc, de qui il devient le secrétaire dès son arrivée à Paris, approfondissant notamment son étude de la Révolution française, et collaborant à son journal, L'Homme libre. Jeune avocat et journaliste, il défend la liberté d'opinion de journaux tels que Le cri du peuple (fondé par Jules Vallès et dirigé ensuite par Séverine), ou encore La Bataille de Prosper-Olivier Lissagaray. Jean-Bernard sera ensuite le collaborateur de nombreux journaux, dont Le Voltaire, L'évènement et La République Radicale.
L'éloquence persuasive de ses plaidoiries où s'exprime son idéal de justice impartiale et de modèle éthique pour la jeunesse, s'illustre notamment dans le procès des anarchistes de Lyon aux côtés de maître Georges Laguerre (par ailleurs député du Vaucluse), au cours duquel sa plaidoirie défait les considérants de l'accusation et dénonce un « procès de tendance » intenté par un groupe de personnalités politiques. L'esprit est d'emblée présent du futur défenseur de l'idée de Justice et de liberté de penser au moment de l'affaire Dreyfus ; et dès lors se profile la plume de l'auteur du futur Procès de Rennes en 1899.
Les convictions républicaines de Jean-Bernard, qu'il défend alors dans les colonnes de la revue La Révolution française jusqu'en 1886 et dans celles de plusieurs journaux de tendance radicale (dont La République radicale), sont illustrées par son travail d'historien de la Révolution Française publié de 1885 à 1891 : L'Histoire anecdotique de la Révolution Française (préfacée par Jules Claretie, puis Léon Cladel, Ernest Hamel, Jules Simon et Clovis Hugues). La diffusion de l'héritage républicain qui oriente la vocation historique et politique de Jean-Bernard, s'inspire de l'exemple des juristes et de 1789, de l'esprit de l'illustration et de l'idéal maçonnique, sans jamais toutefois cautionner les tentations politiques et anticléricales extrêmes de certains de ses collègues, telles que le boulangisme.
En mars 1886, il s'installe comme avocat à Alger. Il y prononce notamment en 1887 un discours devant les franc-maçons membres de la Ligue de l'Enseignement, avant de revenir à la fin de l'année vers la vie politique française et Toulouse, où il habite au 12 rue Baronie. Le 4 janvier 1888, il se marie avec Marie-Louise Néron à Bagnères-de-Luchon, la ville de sa belle-mère, Adrienne Néron. À la suite de la publication dans le Journal de Sainte-Marie-aux-Mines d'un article critique contre les colons installés en Algérie, il est vivement attaqué dans la presse algérienne fin janvier 1888,,.
Sans parvenir à être lui-même élu comme député à Paris (par deux fois, notamment en 1884 à une cinquantaine de voix près), il continue de soutenir la cause radicale et deviendra, en 1888, l'adjoint du maire de Toulouse Camille Ournac. Il devient notamment délégué à l'instruction publique de la nouvelle municipalité radicale socialiste de la ville, où il défend en particulier le budget de la bibliothèque. En tant que conseiller municipal et en harmonie avec l'action générale du mouvement républicain, il s'engage dans la défense des principes de la République contre les périls du boulangisme et en faveur de réformes politiques et sociales. Jean-Bernard joue dans ce contexte un rôle clé dans la préparation du centenaire de la Révolution française, à laquelle la Ligue de l'Enseignement prenait activement part depuis 1884 pour diffuser partout en France les enseignements de la Révolution.
Sa passion pour la Révolution Française l'incite aussi à constituer de 1881 jusqu'à sa mort une belle et rigoureuse collection de faïences patriotiques et d'objets révolutionnaires, vendue à l'hôtel Drouot en 1975. Une autre de ses distractions est l'élevage de poules orpington. Les apports didactiques et critiques de Jean-Bernard à la vie culturelle, ne sont pas seulement d'ordre historique ou politique, mais comprennent de précieuses contributions théâtrales et musicales, en particulier au fil de ses subtils Portraits photo-biographiques des artistes des théâtres de Toulouse.
L'inspiration de la Révolution française inspire largement la thématique de ses premières œuvres dramatiques. Les fils de 93, drame patriotique en cinq actes et huit tableaux, situe l'intrigue au cœur des débats entre Girondins, Montagnards et royalistes d'occasion, où le protagoniste (Richard) incarne la position éloignée de tout sectarisme dont Jean-Bernard fut précisément l'éponyme comme historien et sa vie durant. Cette fibre historique pour l'action dramatique sera également illustrée en 1911 par La marchande des quatre saisons, Drame historique en cinq actes et douze tableaux, où l'on retrouve notamment comme personnages Bonaparte, le général Hoche, Robespierre ou Barras.
Dans cet esprit, Jean-Bernard réunit une cinquantaine de sociétaires, dont Jaurès et Leconte de Lisle, pour organiser en 1890 un concours de poésies républicaines ; il fonde une société, La Muse Républicaine où il publiera publiera les poésies primées dans les Annales de la Muse républicaine. Dès lors, Jean-Bernard déploie son activité entre Toulouse et Paris, comme le  symbolise une caricature signée En-Ry (publiée ensuite par le Gil Blas) où il apparaît un pied à Paris et l'autre à Toulouse, illuminé par l'étoile maçonnique et portant sous le bras droit le Code civil, et sous le bras gauche un rouleau intitulé La veuve et l'orphelin.
Jean-Bernard ne cesse pas de s'essayer à toutes les formes littéraires, au roman (Françounil, 1890) comme à la poésie avec les Rimes timides (1893). Le 13 mars 1895, il devient membre de l'Association des journalistes parisiens. Au moment où surgit l'affaire Dreyfus, et au cours de ses développements jusqu'en 1906, Jean-Bernard se situe dans la perspective morale de son ami Zola ou de Séverine ; il apparaît alors comme l'un des analystes majeurs de tous les aspects juridiques, historiques et éthiques de l'affaire, et singulièrement comme un observateur éclairé des 37 jours du procès Dreyfus en 1899, décrit dans Le procès de Rennes 1899, Impressions d'un spectateur. Depuis 1898 et jusqu'à sa mort en 1933, il publie chaque année un dense volume de La Vie de Paris, où il offre une synthèse des évènements majeurs ou emblématiques de la vie politique, sociale et culturelle. Jean-Bernard est alors salué non seulement  comme le continuateur de La Vie à Paris de Jules Claretie, mais encore et surtout comme un historien qui vient prolonger l'art du chroniqueur érudit et la tradition très française de la causerie et, au sens de La Bruyère et de Saint-Simon.
En 1902 Jean-Bernard et la journaliste et romancière Marie-Louise Néron, son épouse, sont invités chacun à titre personnel comme journalistes de renom à prendre part à la délégation de la presse française qui accompagnera et couvrira le voyage en Russie du président Loubet. Le Voyage en Russie du Président Loubet est co-signé par Marie-Louise Néron et Jean-Bernard, offrant au public un livre où les styles de chacun se révèlent individuels et complémentaires, chronique vivante et détaillée du voyage officiel depuis l'instant où le président français était salué par les canons de Kronstadt jusqu'aux derniers adieux de l'Empereur et de l'Impératrice, avant le retour par Copenhague. Ayant édité Quelques poésies de Robespierre en 1899, Jean-Bernard intègre la Société des études robespierristes fondée en 1906 par un groupe d'historiens et hommes politiques.
En mai 1911, Jean-Bernard et son épouse Marie-Louise Néron sont frappés par la mort de leur premier fils, Maxime, annoncée par Le Journal des Débats le 27 mai. En 1912, il publie en feuilleton le roman Le Curé de Croix-Daurade dans le journal Le Rappel, du 17 janvier au 2 mars.
Dans les livraisons de La Vie de Paris qui correspondent ensuite à la guerre de 1914-1918, il commente non seulement les évènements militaires et politiques, mais aussi les faits marquants de la vie artistique, avec par exemple un entretien avec son ami le sculpteur Auguste Rodin, avec qui il correspond. Si la censure suspend un temps la publication de La Vie de Paris en 1915 et 1916, son auteur n'en est pas moins salué par le monde littéraire et militaire, comme l'atteste une note manuscrite du général Berdoulat après réception du volume autorisé de 1917. La contribution historique de Jean-Bernard à l'histoire de la Grande Guerre ne se limite pas aux six volumes de La vie de Paris qui en commentent la résonance multiple. Jean-Bernard rédige en effet régulièrement, à partir de 1915, une vaste Histoire Générale et anecdotique de la Guerre de 1914-1918, laquelle est basée sur un matériau historique, photographique et cartographique considérable. Les huit volumes de cet ouvrage de longue haleine sont publiés entre 1915 et 1923.

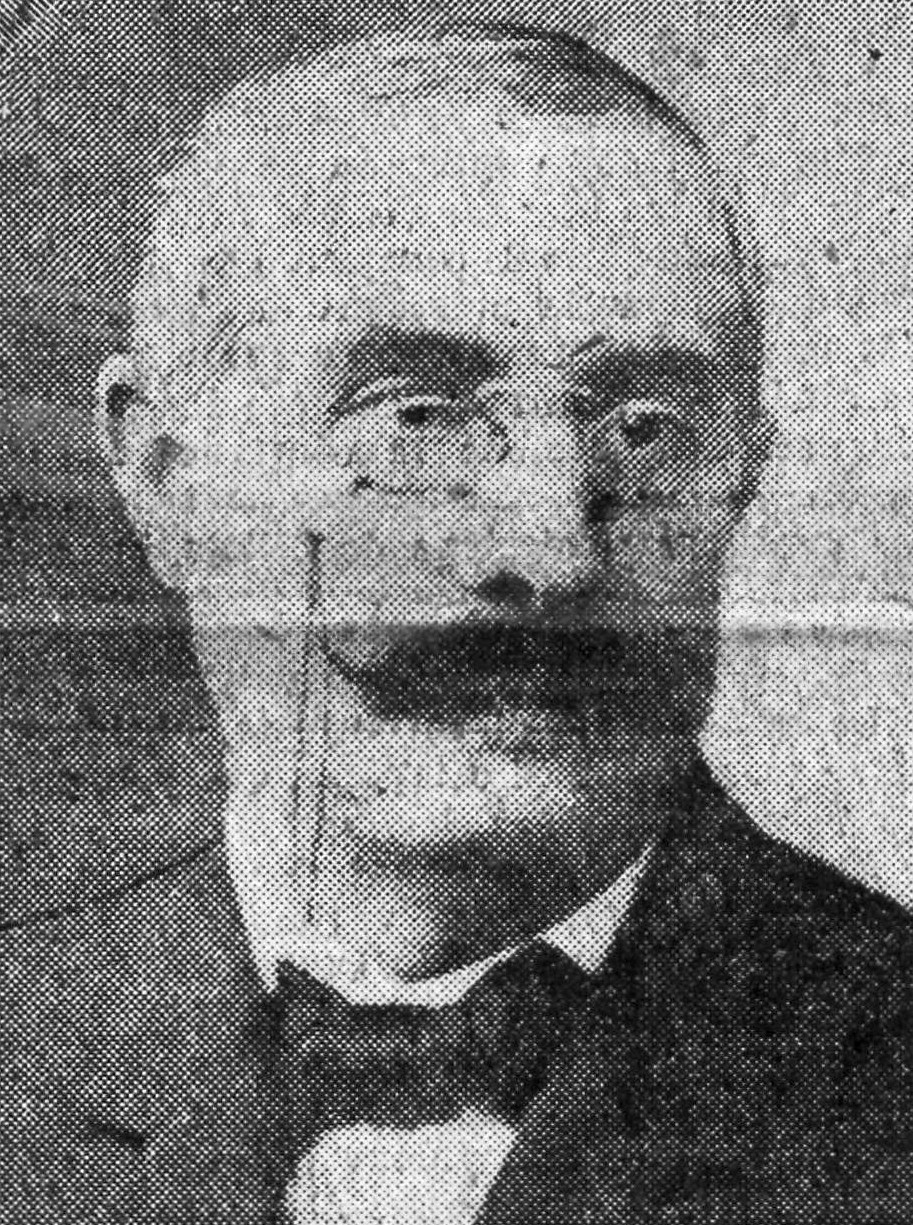
Portrait de Jean-Bernard par Henri Manuel, publié le 19 janvier 1926 dans La Lanterne

Il publie aussi en feuilleton dans La Lanterne, du 20 juillet au 23 septembre 1925, le roman de mœurs politiques Le beau Philibert, qu'il termine le 15 septembre 1925 à Vineuil. Le roman fait l'objet en janvier 1926 d'un débat au Club du Faubourg.
Son deuxième fils, Alpi Jean-Bernard (Passerieu), qui sera comme lui avocat à la cour d'appel puis directeur général de la SACEM, exerce également une activité politique comme membre de plusieurs cabinets ministériels, dont le cabinet Delcassé.
Jean-Bernard a, comme Marie-Louise Néron, été décoré la légion d'honneur (lui a été chevalier en 1913 et commandeur en 1928), au même titre qu'Alpi Jean-Bernard et son épouse, Fabienne Passerieu (née Bonnefon-Craponne)[réf. nécessaire]. Père et fils furent aussi croix de guerre[réf. nécessaire]. Son arrière petit-fils est aujourd'hui le philosophe, musicien et professeur universitaire Marc Jean-Bernard (en) (Passerieu), qui fut consul honoraire de France et fondateur en 2008 de la Jean-Bernard Foundation for Knowledge and Arts, Inc.
Résumant les faits marquants de l'année 1929-1930 — dont la mort du président Loubet qu'il avait suivi comme journaliste non seulement à Saint-Petersbourg mais aussi à Londres, Rome, Madrid ou Lisbonne —, Jean-Bernard résume l'idéal de la chronique historique qu'il illustra dans La vie de Paris jusqu'en 1933 : « C'est tout un programme et c'est la raison d'être de ces chroniques documentées et anecdotiques dont nous nous efforçons de maintenir la tradition dans cette vie de Paris où on nous pardonne parfois quelques badinages, en raison des feuillets d'annales que nous essayons de fixer. »
Jean-Bernard poursuivra ce programme en menant plusieurs projets historiques historiques et littéraires, comme correspondant du journal L'Indépendance Belge et co-directeur de La Presse Associée qu'il avait fondée. À sa mort le 5 mars 1936 à son domicile du 8 rue du Conservatoire, lors de l'épidémie de grippe qu'il avait commentée en 1933 dans La vie de Paris, l'itinéraire de l'historien comme l'écrivain sont honorés de nombreux échos de presse,,. Il est enterré le 7 mars 1936 à Vineuil-Saint-Firmin.

## Publications

### Essais, journalisme, histoire
- Jean-Bernard, Les lundis révolutionnaires : histoire anecdotique de la Révolution française, Paris, G. Maurice, 1885 (lire en ligne)
- Jean-Bernard, Paroles républicaines, Paris, Librairie Henri Messager, 1885, 106 p. (lire en ligne)
- Jean-Bernard, Manuel pratique et juridique des architectes et des entrepreneurs en matière de travaux publics et du bâtiment, Paris, Marchal et Billard, 1892, 317 p. (lire en ligne)
- Jean-Bernard, La vie de Paris, Paris, Lemerre, 1898-1933 (volumes 1898 sur Google Livres, 1899 sur Google Livres, 1909 sur Google Livres, 1914 sur Google Livres)
- Jean-Bernard, Quelques poésies de Robespierre, Paris, Georges Maurice, 1899 (lire en ligne)
- Jean-Bernard, Le Procès de Rennes, 1899, impressions d'un spectateur, Paris, A. Lemerre, 1900, 461 p. (lire en ligne)
- Marie-Louise Néron et Jean-Bernard, Le Voyage en Russie du Président Loubet, Paris, F. Juven, 1902, 482 p.
- Jean-Bernard, Histoire générale et anecdotique de la guerre de 1914, vol. 1-8, Paris, Berger-Levrault, 1915-1923 (lire en ligne)
- Jean-Bernard, 365 Pensées, Paris, E. Figuière, 1923, 141 p.
- Jean-Bernard, Les aventures d'un gentilhomme français chez les Gantois, Paris, Éditions de la Collection d'aventures, 1924, 48 p.
- Jean-Bernard, Les Miettes de l'histoire, Paris, E. Figuière, 1930, 254 p.

### Poésie
- Bernard Passerieu, Rimes timides, poésies, Lons-le-Saunier, L. Declume, 1893, 16 p.

### Roman et nouvelles
- Jean-Bernard, Les Dos-Voutés & Larme-à-l'oeil, Paris, E. Dentu, 1889, 293 p. (lire en ligne)
- Jean-Bernard, Françounil, Paris, E. Dentu, 1890, 213 p. (lire en ligne)
- Jean-Bernard, Le Curé de Croix-Daurade, publié en feuilleton dans Le Rappel, du 17 janvier[36] au 2 mars 1912.
- Jean-Bernard, Le beau Philibert, publié en feuilleton dans La Lanterne, du 20 juillet[49] au 23 septembre 1925.

### Théâtre
- Un Truc, comédie en un acte, Paris, E. Dentu, 1879, 56 p.
- Les Fils de 93, drame patriotique en 5 actes et 8 tableaux, Paris, E. Dentu, 1881, 135 p.
- La Tante du major, comédie-vaudeville en 1 acte, Paris, E. Dentu, 1883, 74 p.
- L'Œuvre de Molière, à-propos en un acte et en vers (en collaboration avec Paul Pujol), Paris, E. Dentu, 1881, 21p.
- La Marquise des quatre-saisons, drame historique en 5 actes et 12 tableaux, Paris, Éditions de la Presse associée, 1911, 39 p.

## Distinctions
- Commandeur de la Légion d'honneur